# Peer
Peer este un oraș din regiunea Flandra din Belgia. Comuna este formată din localitățile Peer, Grote-Brogel, Kleine-Brogel și Wijchmaal. Suprafața totală este de 86,95 km². La 1 ianuarie 2008 comuna avea o populație totală de 15.996 locuitori. 